# (5054) Keil
(5054) Keil (1986 AO2) – planetoida z pasa głównego asteroid okrążająca Słońce w ciągu 3,85 lat w średniej odległości 2,46 j.a. Odkryta 12 stycznia 1986 roku.